# Boyan Slat
Boyan Slat (* 27. července 1994 Delft) je nizozemský vynálezce, zakladatel a současný ředitel neziskové organizace The Ocean Cleanup, jejímž cílem je odstraňování plastových odpadů ze světových oceánů pomocí plovoucích norných stěn.

## Život a projekt The Ocean Cleanup
Ještě během středoškolského studia Slat společně s kamarádem vyhrál školní soutěž mladých vědců s projektem plovoucí bariéry, jež by zachytávala plastový odpad, plovoucí v mořích a oceánech; podle samotného Slata jej k této myšlence inspirovala dovolená na řeckém ostrově Lesbos, během níž byl při potápění konfrontován se značným množstvím plastů pod mořskou hladinou. V roce 2012 svůj koncept prezentoval na konferenci TED v jeho rodném městě, avšak bez většího úspěchu.
Již po prvním roce opustil univerzitní studium a následně založil neziskovou organizaci The Ocean Cleanup. Po neúspěšné snaze o získání sponzorů zorganizoval úspěšnou crowdfundingovou kampaň, která za dva týdny vynesla připravovanému projektu celkem 90 tisíc dolarů. Během následujícího roku Slat společně se spolupracovníky prováděli přímo v mořích terénní výzkum, jehož výsledkem byla obsáhlá vědecká studie, která popisovala rozložení odpadu v oceánech a navrhla technické řešení jeho odstranění; to spočívalo ve vytvoření plovoucí bariéry, jejíž konstrukce by respektovala horizontální i vertikální rozmístění odpadu v oceánech. Po jejím představení v červnu 2014 se na podporu projektu podařilo vysbírat další 2 miliony dolarů.
Organizace se postupně rozrostla na 70 stálých zaměstnanců, podnikla několik mořských expedic a vyrobila několik prototypů bariér, které mimo jiné otestovala v Severním moři. K jejím donorům se postupně zařadila například nizozemská vláda nebo byznysmeni Peter Thiel a Marc Benioff. Celková vybraná suma dosáhla 35 milionů dolarů. Definitivním výzkumným výstupem organizace je 600 metrů dlouhá a 3 metry hluboká bariéra s názvem „System 001“, která byla dne 8. září 2018 v San Francisku oficiálně vypuštěna do Tichého oceánu a následně má být dopravena až k Velké tichomořské odpadkové skvrně. Tam má volně plout a automaticky v cyklech zachytávat pomaleji plovoucí plastový odpad – postupně se má stáčet do tvaru písmene „U“ a po svém naplnění jí pak vyprázdní nákladní loď, která zachycené plasty odveze k recyklaci; s tou se počítá každých šest týdnů. Norná stěna je vybavena solárními panely, jež dodávají energii jednotlivým systémům – světlům a radarovým reflektorům; GPS, navigačním signálem a protikolizním majákům. Celkové náklady na výrobu prototypu dosáhly přibližně 23 milionů dolarů, stavba dalších se nicméně odhaduje na 6 milionů.
Pokud bude systém fungovat, organizace plánuje doprostřed Tichého oceánu vyslat několik desítek bariér, které by podle Slatova odhadu mohly během pěti let odstranit přibližně polovinu odpadu z tichomořské odpadkové skvrny. Během prvního roku společnost plánuje sběr přibližně padesáti tun plastů. Podle kritiků projektu však systém možná selže, kvůli větší hloubce, v níž se odpad může nacházet, jej nemusí zachytávat v dostatečném množství, nebo společně s ním může nechtěně lovit i větší množství živočichů.
Na konci roku 2018 byl System 001 stažen. Po necelém měsíci provozu se totiž ukázalo, že zachytávaný plastový odpad uniká zpět do volného oceánu, a po několika týdnech plovoucí trubky kvůli příliš těsnému přichycení sítě nevydržely tlak a rozpadly se. Na konci června 2019 byly dokončeny úpravy systému a tento byl opět odtažen do Tichého oceánu.